# 阮秉謙
阮秉謙（越南语：／，1491年—1585年），字亨甫，號白雲居士，別號雪江夫子。越南南北朝時期的哲學家、教育家、儒者和詩人，也是後世高台教的「聖人」之一。

## 生平
阮秉謙出生在海陽處下洪府永賴縣中庵鄉（今屬海防市永保縣理學社）。他曾師從於榜眼梁得朋（Lương Đắc Bằng）學習儒學，並於1535年參加莫朝的科舉考試，連中三元，成為狀元，時年45歲。隨後阮秉謙歷任莫朝的吏部左侍郎、東閣大學士、吏部尚書等官職，封程國公。由於他是狀元，因此民間稱他為程狀元（越南语：／）。
1542年，由於上書彈劾朝廷官員的貪污腐敗行為而被壓制，憤而辭官歸隱。阮秉謙在自己的家鄉開辦學校，教授儒學。馮克寬（外交官）、梁有慶（Lương Hữu Khánh）、阮嶼（Nguyễn Dữ，《傳奇漫錄》的作者）都是阮秉謙的學生。
在南北朝動盪的年代，阮秉謙成為了各路勢力的拉攏目標。隨著莫朝在內戰中的垮臺，阮主和鄭主分別控制了越南的南北部，鄭檢和阮潢在爭權奪利中都曾徵求過他的意見。對於鄭主，阮秉謙建議他重建後黎朝並挾持黎皇號令天下；而對於阮主，他則建議在未開發的越南南部地區建立一個根據地。鄭檢和阮潢都聽從了他的意見，使得雙方的政治和軍事實力達到了互相抗衡，並持續了200年之久。1585年（莫朝延成八年），阮秉謙对皇帝莫茂洽说：“他日国有事故，高平虽小，可延数世福。”1592年鄭松攻陷昇龍之後，莫朝果然偏安於高平。如此高明的建議，使得阮秉謙擁有了能夠預知未來的智者的名聲。
除此之外，阮秉謙也是一位詩人，著有許多漢詩和喃詩，其中有不少流傳至今。同時他也是一位預言家，被稱作「越南的諾斯特拉達姆士」。其著名的著作《程狀讖》就是其所作。在這篇著作裡暗示了未來即將發生的事情，十分神秘。
阮秉謙同孫中山、維克多·雨果，被後世的高台教併稱為高台教的「三聖」。現在越南不少城市的街道以他的名字命名。

## 延伸閱讀
- Ta Ngoc Lien Renowned Vietnamese Intellectuals: Nguyen Binh Khiem, The Gioi Publishers, 2004.
- Nguyễn Huyền Anh. Việt Nam Danh Nhân Từ Điển （越南文）
- Phạm Thế Ngữ. Việt Nam Văn Học Sử. （越南文）
- 陳仲金《越南史略》

## 外部連結
- （越南文）Tổng kết, diễn giải về sấm Trạng Trình （页面存档备份，存于） trên LifeLOG (lifelog.ddo.jp)
- （越南文）Trạng Trình Nguyễn Bỉnh Khiêm với Đạo Cao Đài